# Diario de John Evelyn

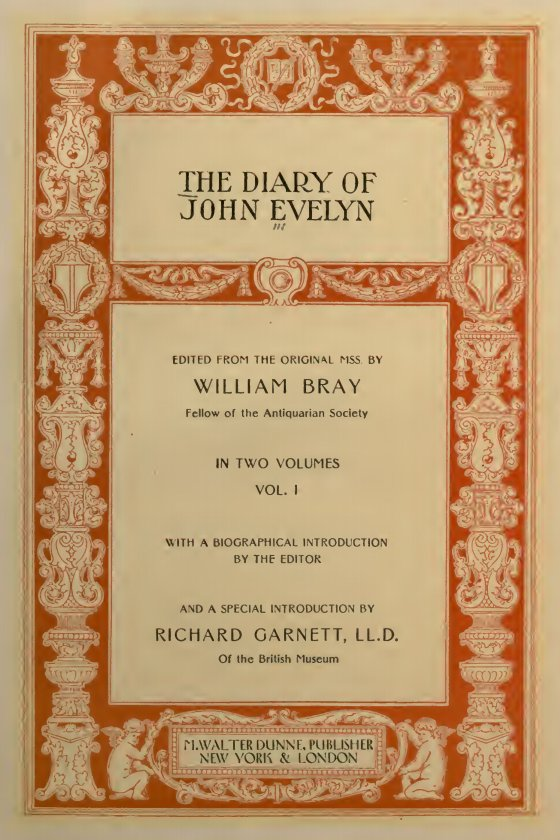
Portada del Diary of John Evelyn (edición de 1901)

El Diario de John Evelyn, un caballeroso partidario de la realeza y virtuoso del siglo XVII, fue publicado por primera vez en 1818 bajo el título de "Memoirs Illustrative of the Life and Writings of John Evelyn" (Memorias Ilustrativas de la Vida y Escritos de John Evelyn), en una edición de William Bray, asistido por William Upcott, quien tuvo acceso a los archivos familiares de Evelyn. El Diario de su contemporáneo Samuel Pepys ya había sido publicado en 1825, y llegó a ser más célebre; pero la publicación del trabajo de Evelyn en parte incitó la atención prestada al Diario de Pepys.

## Temática
El diario de Evelyn tiene entradas desde 1640, cuando el autor era un estudiante en el Middle Temple, hasta 1706. La consideración de estas memorias como un diario no es estricta; hasta alrededor de 1683 las entradas no fueron añadidas diariamente, pero fue completado mucho más tarde con notas, y muestra en algunos casos los beneficios de las revisiones efectuadas. Por ejemplo, cuando relata sus viajes, los edificios o los cuadros pueden ser descritos anacrónicamente, revelando el uso posterior de otras fuentes.
Constituye una fuente de información de primer orden sobre el arte, la cultura y la política del siglo XVII inglés. Entre otros acontecimientos históricos, Evelyn fue testigo de la muerte de Carlos I de Inglaterra en el patíbulo, de la de Oliver Cromwell y de la Gran Peste de 1665 y del Gran Incendio de Londres en 1666.

## Ediciones
Después de la selección y edición iniciales de Bray, otros editores trabajaron en el Diario en el siglo siguiente. Una edición revisada en 1827 fue editada por Upcott, y reimpresa en 4 volúmenes en 1879 con una Biografía firmada por Henry Benjamin Wheatley (reeditada en 1906). Hubo una nueva edición en cuatro volúmenes de John Forster (1850–1852). Una edición más tardía fue compilada por Austin Dobson (en 3 volúmenes, 1906).
El número total de palabras del manuscrito se aproxima al medio millón, de las que la edición de Bray incorporó menos del 60%. Una edición erudita moderna, en seis volúmenes, fue publicada por Esmond Samuel de Beer en 1955, un proyecto originario del comienzo de la década de 1930.